# بليكسة شوكية البذور
بليكسة شوكية البذور (الاسم العلمي:Blyxa echinosperma) هي نوع من النباتات يتبع جنس البليكسة من الفصيلة الحب المائية.

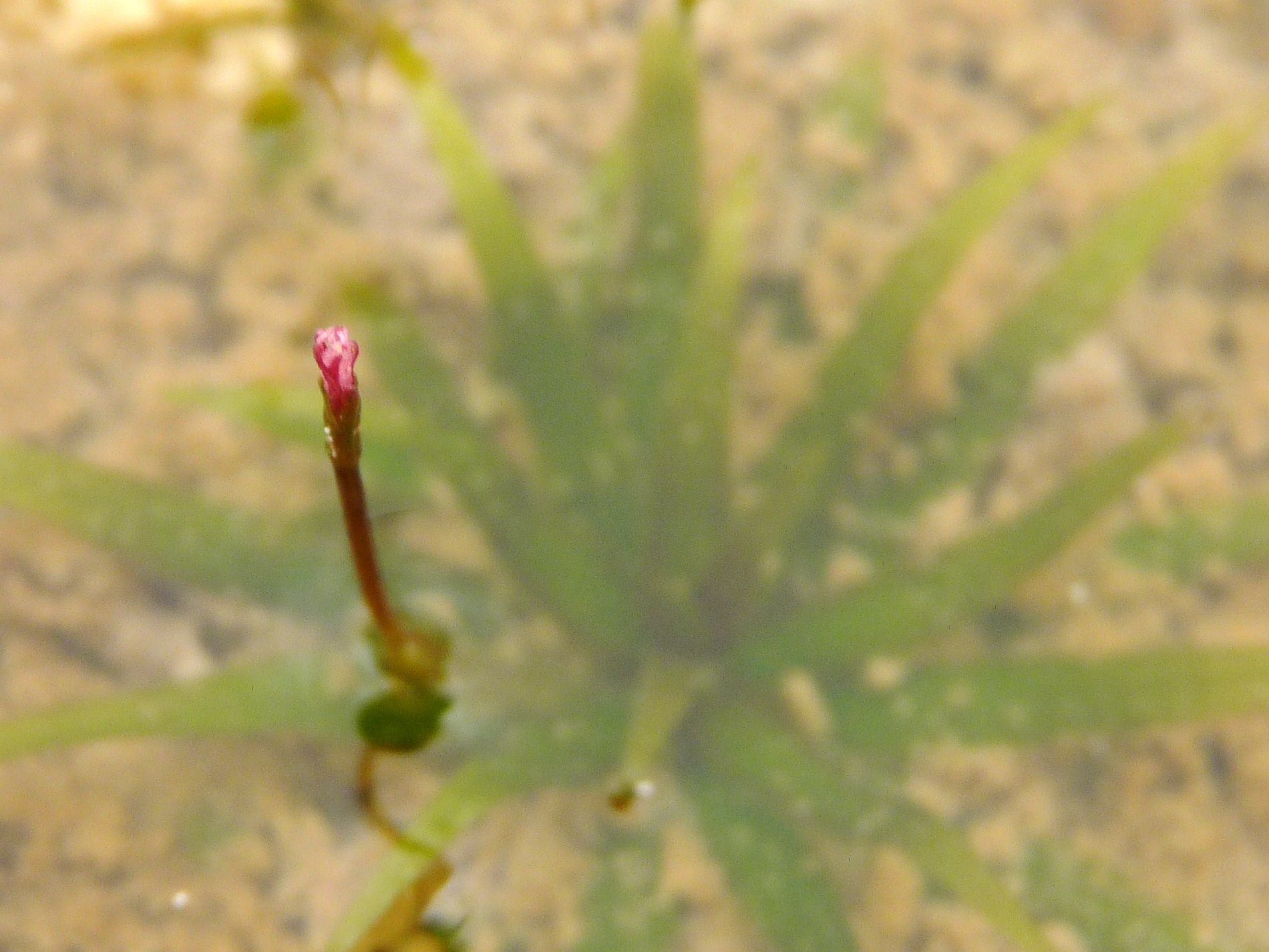
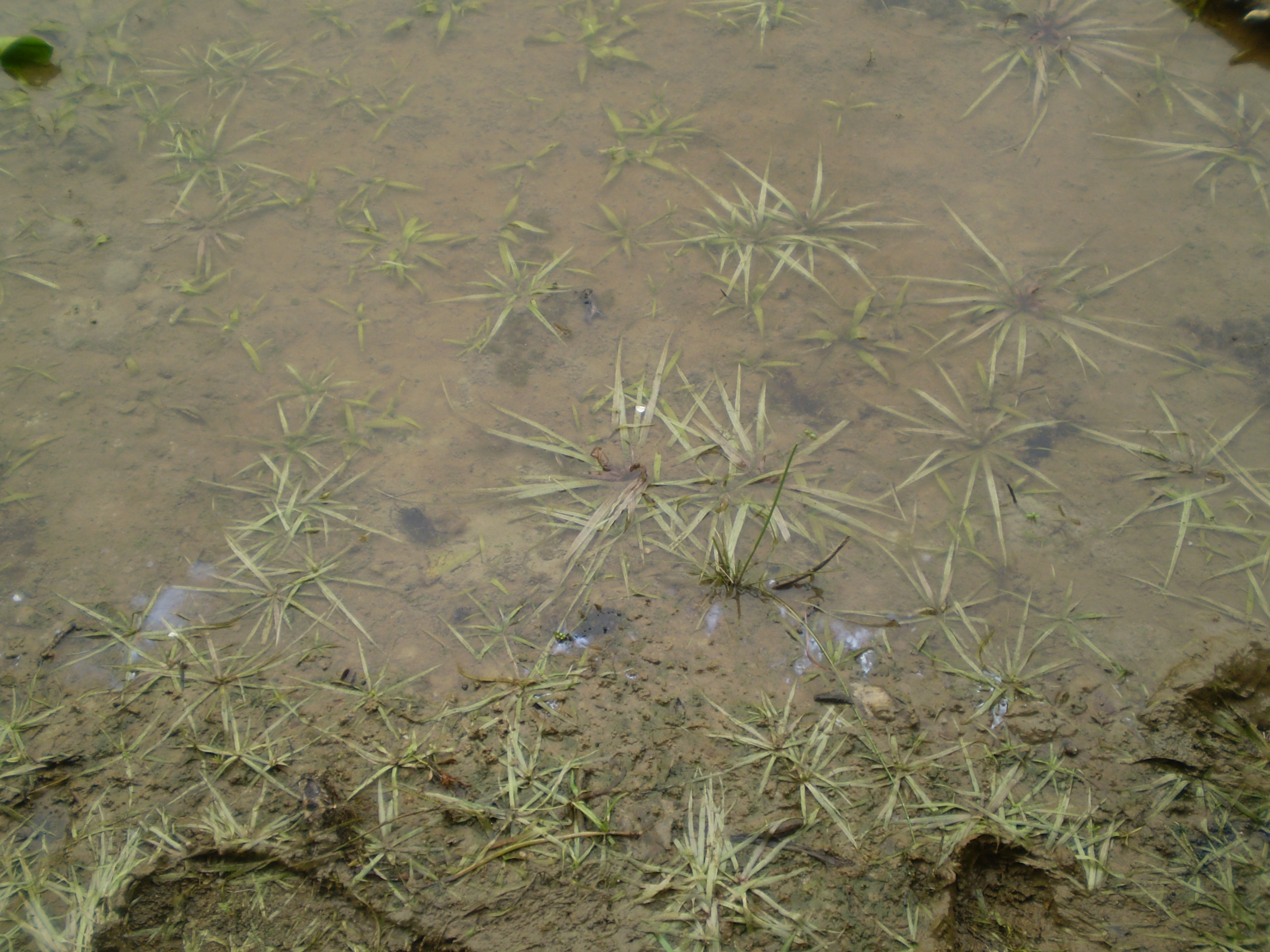
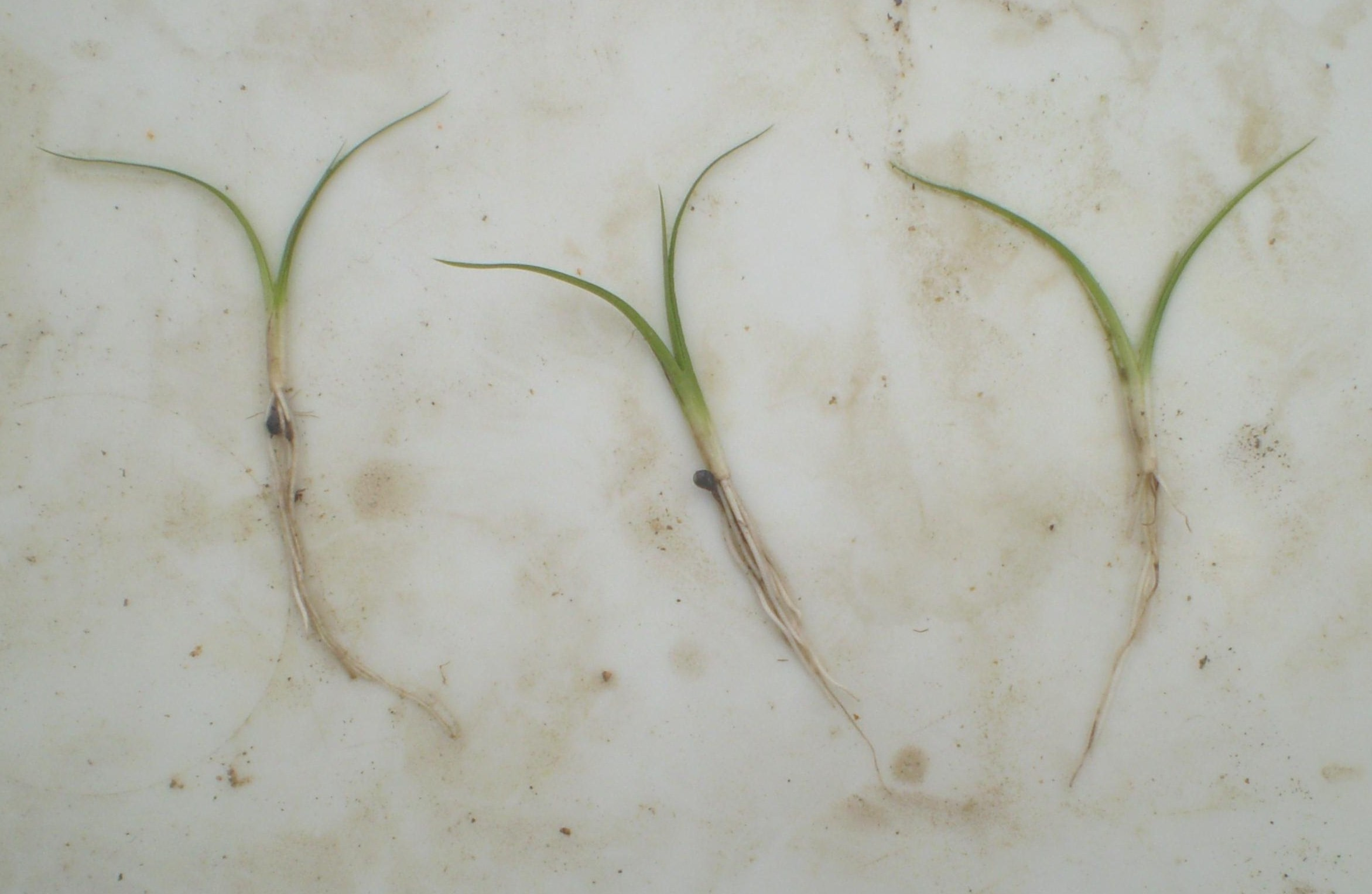